# Gosań (województwo świętokrzyskie)
Gosań – wieś sołecka w Polsce położona w województwie świętokrzyskim, w powiecie koneckim, w gminie Stąporków.
Prywatna wieś szlachecka Gossań, położona była w drugiej połowie XVI wieku w powiecie opoczyńskim województwa sandomierskiego. W latach 1975–1998 miejscowość administracyjnie należała do województwa kieleckiego.

## Części wsi
| SIMC    | Nazwa  | Rodzaj    |
| ------- | ------ | --------- |
| 0271710 | Gusina | część wsi |

Przez wieś przechodzi czerwony szlak turystyczny z rezerwatu przyrody Diabla Góra do Łącznej.
Wierni kościoła rzymskokatolickiego należą do parafii św. Barbary w Krasnej.